# Мороз, Владислав Васильевич
Владисла́в Васи́льевич Моро́з (укр. Владислав Васильович Мороз; 4 октября 2001, Тернополь) — украинский футболист, защитник клуба «Эпицентр».

## Биография
Воспитанник футбольных школ «Тернополь» и «Скала». В 2018 году присоединился к луцкой «Волыни», где сначала играл за вторую команду в Второй лиге. Дебютировал 6 сентября 2020 года в матче против винницкой «Нивы».
В июле 2021 года был переведён в основной состав «Волыни» и 24 июля того же года сыграл первую игру в Первой лиге, выйдя на замену в матче против «Агробизнеса».
С 2022 года выступает за «Эпицентр».